# フォワ
フォワ（Foix）は、フランス南部、アリエージュ県のコミューンで、同県の県庁所在地。トゥールーズの南80kmほどのところにある。スペイン、アンドラ国境に近い。中世に建てられたフォワ城、壁画の残る洞窟などがあり、歴史がある町である。周りにはスキー場、山と沢山の川があり、大自然を楽しむことができる。

## 歴史
849年に創建されたサン＝ヴォルジアン修道院を中心として、町が発展していった。1790年より、アリエージュ県の県都となっている。

## 人口統計
| 1962年 | 1968年 | 1975年 | 1982年 | 1990年 | 1999年 | 2006年 | 2011年 |
| ------ | ------ | ------ | ------ | ------ | ------ | ------ | ------ |
| 8156   | 9331   | 9599   | 9282   | 9964   | 9109   | 9605   | 9756   |

参照元:1999年までEHESS、2004年以降INSEE

## 姉妹都市
- リェイダ、スペイン
- アンドラ・ラ・ベリャ、アンドラ